# زاراوات
زاراوات (به لاتین: Zaravat) یک منطقهٔ مسکونی در تاجیکستان است که در ولایت سغد واقع شده‌است.